# Go! MY HEAVEN
Go! MY HEAVEN（ゴー マイ ヘブン）は、岸本早未の10枚目のシングル。

## 解説
- 前シングルから3ヵ月後、アルバムから1ヵ月後にリリースされたシングル。
- TBS系『個人授業 ～正しい和田アキ子の作り方～』のオープニングテーマに起用された。
- オリコン50位史上最低の売上枚数を記録してしまった（現在はワースト2位だが初動枚数としては現在もワースト1位）。

## 収録曲
1. Go! MY HEAVEN
作詞:岸本早未　作曲:福富雅之　編曲:NAKEDGRUN
2. FAKE happy end
作詞:岸本早未　作曲:後藤康二　編曲:小澤正澄
3. Shadow or Light?
作詞:岸本早未　作曲:長倉淳　編曲:DJ HIYOCO
4. Go! MY HEAVEN(Instrumental)

## コーラス
- 望月由絵